# First Time In Hell
First Time in Hell é o primeiro álbum da banda portuguesa Morbidick. Lançado em 1998 como edição de autor.

## Faixas
1. Intro
2. White Flag on a Dark Dream
3. Burn in Hell
4. White War
5. So, We Wait
6. Black Knight (^)
7. First Time in Hell
8. Purgatory's Justice
9. Battle of Steel
10. Top of the Speed

(^) Instrumental

## Créditos
- Nuno Sousa: Guitarra, baixo (Black Knight), Voz
- Pedro Lucas: Baixo
- Marco Parracho: Guitarra e acústica
- Nelson Sousa: Teclas
- Fernando Belila: bateria

• Nota: Todas as letras por Nuno, excepto #8 (Nelson), #1 (Nuno e Nelson) e #3 (Nuno, Nelson e Marco).

## Ligações Externas
- MySpace - Sitio Oficial
- Fotos da Banda
- Rock 'N' Road
- Site Oficial de Rock 'N' Road